# Торту, Филиппо
Филиппо Торту (итал. Filippo Tortu; род. 15 июня 1998, Милан) − итальянский спринтер, чемпион летних Олимпийских игр 2020 в Токио в эстафете 4×100 метров, серебряный призёр чемпионатов мира и Европы.
Первый итальянец в истории, пробежавший 100 метров быстрее 10 секунд — 9,99. Он выиграл золотую медаль в беге на 100 метров на чемпионате Европы до 20 лет в 2017 году и серебряную медаль на чемпионате мира до 20 лет в 2016 году. Его тренирует его отец, Сальвино Торту, бывший сардинский спринтер, который переехал в Ломбардию.

## Биография и спортивная карьера
Родился 15 июня 1998 года в Милане, его отец, бывший легкоатлет, переехал в Милан с острова Сардиния. Начал заниматься спортом в возрасте восьми лет, деля свое время между легкой атлетикой и баскетболом .
В 2010 и 2011 годах он выигрывал титул самого быстрого бегуна в Милане, соревнуясь в категориях prima media и seconda media (первый и второй классы средней школы). Затем он начал полностью посвящать себя легкой атлетике под руководством своего отца. В 2013 году он выиграл 80 метров на чемпионате Италии в Езоло (категория кадетто) со временем 9.09.
Он финишировал третьим на соревнованиях Европейских юношеских Олимпийских игр 2014 года, хотя и не прошел квалификацию. Однако он прошел квалификацию на 200 метров, но в предварительном забеге к Юношеским Олимпийским играм он упал на финише, в результате он сломал обе руки и в результате не смог выйти в финал. В 2015 году он побил итальянский молодёжный рекорд на 100 метров со временем 10,33, а также на 200 метров со временем 20,92.
В 2016 году он побил юниорский рекорд Италии на дистанции 100 метров в Савоне, дважды показав время 10,24; этот рекорд был непревзойденным в течение 34 лет и был установлен Пьерфранческо Павони, который пробежал дистанцию за 10,25 секунды на чемпионате Европы 1982 года. Месяц спустя он завоевал свой первый титул чемпиона Италии в Риети, выиграв финал на 100 метров за 10.32.
Он принял участие в чемпионате Европы в Амстердаме, где вышел в полуфинал, выиграв со временем 10,19, что стало новым юношеским рекордом Италии. Однако ему не удалось выйти в финал на 0,03 секунды. Он также пробежал заключительный этап эстафеты 4 × 100, заняв 5-е место.
Торту участвовал в чемпионате мира до 20 лет в Быдгоще, где выиграл серебряную медаль на 100 метров с результатом 10,24, отстав от американца. Ной Лайлс (10,17). В том же чемпионате он участвовал в эстафете 4 × 100, где финишировал 7-м.

### Олимпиада 2020 в Токио
На летних Олимпийских играх 2020 года в Токио Торту соревновался в беге на 100 метров среди мужчин. Он дошел до полуфинала, но не прошел в финал. Торту также пробежал этап в финале эстафеты 4 × 100, опередив команду Великобритании на одну сотую секунды и выиграв историческое золото.

## Национальные рекорды
- 100 м : 9,99 (+0,2 м/с; Мадрид, Испания, 22 июня 2018 года)
- Эстафета 4×100 м: 37,50 (Токио, 6 августа 2021 года); пробежал заключительный этап в команде с Лоренцо Патта, Марселем Якобсом, Эсеосой Десалу.

## Личные рекорды
Открытый
- 100 метров : 9,99 (+0,2 м/с; Мадрид, Испания, 22 июня 2018 г.)
- Самые быстрые финальные 100м в эстафете 4х100м : 8,845 (Токио, Япония, 5 августа 2021 г.)
- 200 метров : 20,34 (+0,6 м/с; Рим, Италия, 8 июня 2017 г.)

В помещении
- 60 метров : 6,58 (Анкона, Италия, 20 января 2019 г.)

## Национальные титулы
Чемпионат Италии по легкой атлетике
- 100 метров : 2016
- Чемпионат Италии по легкой атлетике в помещении
- 60 метров : 2020